# John Nash, Baron Nash

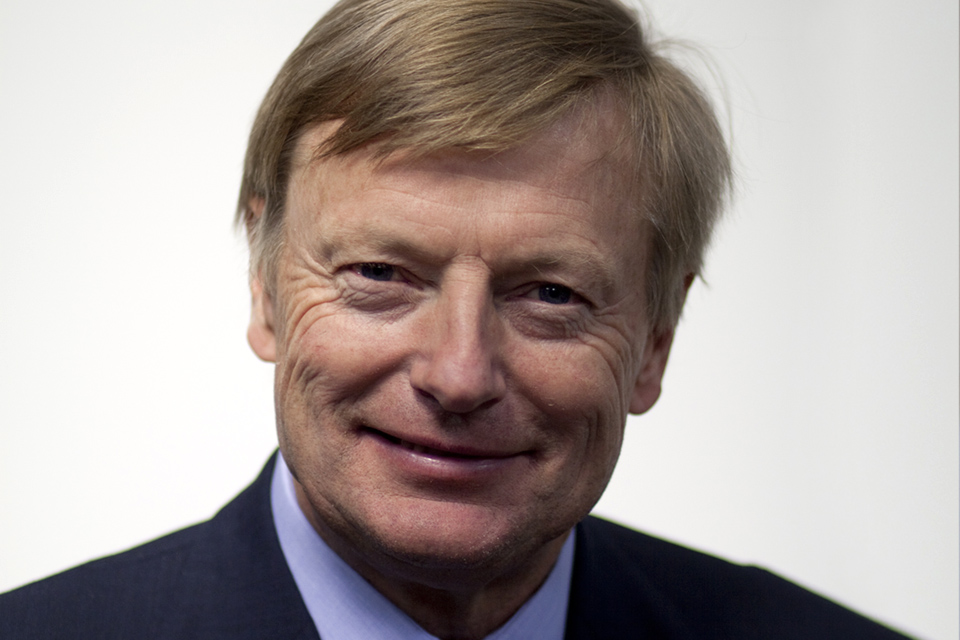
John Nash, Baron Nash

John Alfred Stoddard Nash, Baron Nash (* 22. März 1949) ist ein britischer Geschäftsmann, Politiker der Conservative Party und Abgeordneter des House of Lords.

## Berufliche Karriere
Nash studierte Jura am Corpus Christi College, Oxford und wurde Rechtsanwalt, bevor er sich mit dem Finanzwesen befasste. Nash war 1975–1983 Assistant Director der Lazard Brothers and Co Ltd, bevor er 1986 Managing Director des Private-Equity-Unternehmens Advent Limited wurde. Er ist Mitgründer des Private-Equity-Unternehmens Sovereign Capital, das 1988 gegründet wurde. Er war 1988 und 1989 Vorsitzender der British Venture Capital Association und sitzt im Board des Centre for Policy Studies. Er ist außerdem der frühere Vorsitzende von Care UK, einem der größten Vertragspartner des National Health Service.

## Politische Karriere
Im Jahr 2013 wurde bekannt, dass er Schools Minister des Department for Education werden solle. Außerdem wurde er am 21. Januar 2013 als Baron Nash, of Ewelme in the County of Oxfordshire Life Peer. Zusammen mit seiner Ehefrau hat er nahezu £300,000 an die Conservative Party gespendet und laut The Telegraph gebe das Anlass zu Bedenken wegen seiner Parteispenden und eines möglichen Interessenkonflikts, obwohl das Erziehungsministerium sagte, er werde keine Geschäftsentscheidungen treffen, solange er im Amt sei.